# Maxim Vengerov
Maxim Alexandrovich Vengerov (tiếng Nga: Максим Александрович Венгеров, IPA: [mɐkˈsʲim ɐlʲɪkˈsandrəvʲɪtɕ vʲɪnˈɡʲerəf]; sinh ngày 20 tháng 8 năm 1974) là một nghệ sĩ vĩ cầm, giáo sư và nhạc trưởng người Israel gốc Nga. Classic FM đã gọi ông là "một trong những nghệ sĩ vĩ cầm vĩ đại nhất thế giới".

## Tiểu sử
Vengerov sinh ra là con một của Aleksandr và Larisa Borisovna, giám đốc của một dàn hợp xướng trẻ em mồ côi và nhà tình thương. Ông bắt đầu học violin từ năm 5 tuổi với giáo viên là Galina Turchaninova. Khi mới 10 tuổi, Vengerov đã giành chiến thắng trong cuộc thi Nghệ sĩ vĩ cầm trẻ tuổi quốc tế Karol Lipiński và Henryk Wieniawski năm 1984. Trong 5 năm tiếp theo, ông là học trò của Zakhar Bron, người đã rời Liên Xô vào năm 1987 để giảng dạy tại Học viện Âm nhạc Hoàng gia ở London. Khi Bron chuyển đến Musikhochschule Lübeck, Vengerov cũng đi theo. Năm 1990, Vengerov giành chiến thắng trong Cuộc thi Quốc tế Carl Flesch ở London, dẫn đến hợp đồng thu âm của ông với Teldec được kí kết, khởi đầu cho sự nghiệp quốc tế rạng rỡ của ông sau này.
Năm 1997, Vengerov trở thành nhạc sĩ cổ điển đầu tiên được UNICEF bổ nhiệm làm Đại sứ thiện chí quốc tế,, ông biểu diễn cho trẻ em ở Uganda, Thái Lan và Kosovo. Với khả năng chơi đàn truyền cảm, một chương trình truyền hình của Mỹ trên NBC kể về cuộc gặp gỡ của nghệ sĩ vĩ cầm với các nhạc sĩ trẻ trong các lớp học thạc sĩ của ông, đã được trình chiếu tại Liên hoan Cannes 1999. Sau đó, ông tham gia một khóa học hai năm về thực hành và tiết mục biểu diễn violin Baroque.
Năm 2010, ông được bổ nhiệm làm nhạc trưởng đầu tiên của Dàn nhạc Menuhin Festival Gstaad. Maxim tiếp tục học nâng cao hơn với Yuri Simonov, và tốt nghiệp với bằng xuất sắc của Học viện Sư phạm Nhạc kịch bang Ippolitov-Ivanov vào tháng 6 năm 2014. Sau đó Vengerov đăng ký vào một chương trình hai năm nữa về chỉ huy opera. Công việc của Vengerov với các nhà soạn nhạc đương đại bao gồm buổi ra mắt bản hòa tấu vĩ cầm La Joie de la souffrance của Qigang Chen.
Trong giai đoạn 2019–2020, ông là nghệ sĩ thường xuyên với Dàn nhạc Giao hưởng Nhà nước Armenia. Hiện ông là Đại sứ và Giáo sư thỉnh giảng tại Học viện Âm nhạc Menuhin ở Thụy Sĩ (IMMA) cùng với  Giáo sư thỉnh giảng Polonsky về Violin tại Đại học Âm nhạc Hoàng gia, London. Bên cạnh việc giảng dạy, Vengerov cũng đã làm ban giám khảo trong nhiều cuộc thi, bao gồm cuộc thi Donatella Flick, Cuộc thi Violin Menuhin, và cũng là chủ tịch của Cuộc thi Violin Henryk Wieniawski vào năm 2011 và 2016. Vào tháng 5 năm 2013, ông đã tiến hành vòng chung kết của Cuộc thi Violin Quốc tế Montreal.
Trong suốt sự nghiệp của mình, Vengerov đã giành được nhiều giải thưởng bao gồm Giải Grammy cho Màn trình diễn độc tấu nhạc cụ xuất sắc nhất (với dàn nhạc) (2003), hai Giải thưởng Âm nhạc Cổ điển Gramophone (1994, 1995), Giải Brit Cổ điển (2004), 5 Giải Âm nhạc Cổ điển Edison (1995, 1996, 1998, 2003, 2004), hai Giải thưởng Âm nhạc Echo (1997, 2003) và một Giải thưởng Pha lê của Diễn đàn Kinh tế Thế giới (2007). Ngoài ra, ông cũng đã giành được học bổng và danh hiệu từ Học viện Âm nhạc Hoàng gia, Học bổng Tham quan Danh dự tại Đại học Trinity, Oxford, và nhận được nhiều bằng khen từ Romania và bang Saarland của Đức.

## Nhạc cụ
Vengerov hiện đang biểu diễn trên cây vĩ cầm Stradivarius "Kreutzer" chế tác vào giai đoạn cuối năm 1727, được sản xuất ngay sau cây "Thời kỳ vàng" của các cây vĩ cầm Stradivarius mà trước đây thuộc sở hữu của người Pháp Rodolphe Kreutzer (1766–1831), người đã đặt tên cho bản Violin Sonata thứ 9 của Beethoven. Ông mua cây vĩ cầm với sự viện trợ từ Nữ bá tước Yoko Nagae Ceschina và mua tại Christie's ngày 1 tháng 4 năm 1998, với sự hỗ trợ của đại lý vĩ cầm Haim Lazarov, thay mặt cho Vengerov với giá 947.500 Bảng Anh.

## Đời sống riêng tư
Vào tháng 11 năm 2011, Vengerov kết hôn với Olga Gringolts, em gái của nghệ sĩ vĩ cầm Ilya Gringolts, và là một nhà sử học nghệ thuật. Họ có hai con gái. Gia đình ông hiện đang sống ở Monaco.